# La Buxerette
La Buxerette település Franciaországban, Indre megyében. Lakosainak száma 111 fő (2022. január 1.). La Buxerette Aigurande, Cluis, Crozon-sur-Vauvre, Montchevrier és Saint-Denis-de-Jouhet községekkel határos.

## Népesség
A település népességének változása:
| Lakosok száma | 270  | 183  | 168  | 115  | 103  | 104  | 109  | 115  | 117  | 111  |
|               | 1968 | 1982 | 1990 | 2006 | 2013 | 2015 | 2017 | 2019 | 2020 | 2022 |